# Екатерина Австрийская (1295—1323)
Екатерина Австрийская (октябрь 1295 — 18 января 1323) — дочь короля Германии Альбрехта I и Елизаветы Каринтийской. В браке — герцогиня Калабрии.

## Жизнь

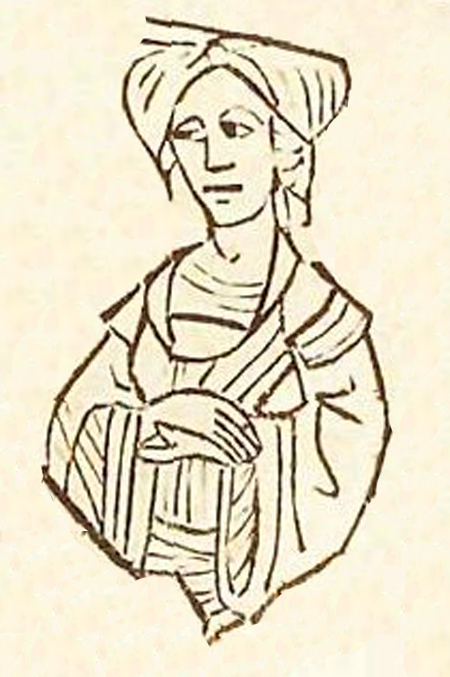
Екатерина Австрийская, 1491 год.

Екатерина была обручена дважды, прежде чем она вышла замуж. Её первая помолвка согласно Туринскому государственному архиву была с Филиппом I, князем Пьемонта. Первая жена Филиппа Изабелла де Виллардуэн ушла от него по политическим причинам, и Филипп снова мог жениться. Однако помолвка Екатерины и Филиппа была расторгнута. Филипп вместо этого женился на Екатерине Вьеннской.
Екатерина была обручена с кем-то из герцогства Брабант, возможно, с Жаном II, герцогом Брабанта. Если эта помолвка состоялась, она была быстро расторгнута братьями Екатерины, потому что их отец был убит, и его сменил Генрих VII. План братьев заключался в том, чтобы выдать свою сестру замуж за императора, чтобы создать с ним союз. Однако всего через год после того, как он стал императором, Генрих умер, не вступив в брак с Екатериной.
В 1316 году Екатерина вышла замуж за герцога Калабрии Карла. Однако брак, которого ждали Екатерина и её семья, продлился недолго. Они были женаты лишь семь лет, прежде чем Екатерина умерла в Неаполе 18 января 1323 года. Она была похоронена в церкви Сан-Лоренцо-Маджоре в Неаполе.
После смерти Екатерины Карл женился на Марии Валуа, от которой у него были дети.